# Žabnica, Kranj
Žabnica este o localitate din comuna Kranj, Slovenia, cu o populație de 323 de locuitori.